# Miękisz łykowy
Miękisz łykowy – tkanka roślinna będąca elementem składowym łyka roślin. Zbudowana jest w znacznym stopniu z wydłużonych komórek, tworzących pasma wśród innych elementów łyka. W komórkach występują jamki proste. Za pomocą licznych plazmodesm są połączone między sobą i z komórkami towarzyszącymi floemu. Mogą różnicować się w komórki sklerenchymatyczne, a zarazem stosunkowo łatwo wznowić podziały.
W niektórych organach, np. w korzeniu spichrzowym marchwi, miękisz stanowi znaczną część objętości i  pełni on funkcje tkanki spichrzowej.